# 线下广告
线下广告，簡称BTL或称Below-the-Line、，是与ATL（线上广告）相对的广告形式。
这个词的名称来自于传统广告代理商向广告主收取的15%媒体代理费用，久而久之，是否在进行广告活动中使用大众媒介，就成为区分线上和线下的“线（Line）”之所在。

## BTL的业务内容
包括：事件/活动营销（Event Marketing）、客户关系行销（CRM）、以及各类的卖场促销或者店内布置（POSM）等等。

## BTL和ATL
ATL的业务包括：品牌规划（Brand Planning）、电视广告、报纸广告等等。需要注意的是，线上广告，很容易与互联网广告（Interative/Online Advertising）混同，两者的实质是不一样的。
BTL和ATL的区别，现在已经不局限与使用媒介的区别。通常ATL担当品牌策划、整合的营销与广告信息的制定；而BTL更多的利用各种新媒体与消费者进行深入的、一对一的沟通。
从业务操作来说，一些广告代理商会区分出ATL和BTL的部门，例如：
- 奥美（Ogilvy & Mather）的奥美广告（ATL）和奥美行动营销（Ogilvy Activation）奥美客户关系行销（OgilvyOne）
- 李岱艾（TBWA）的TBWA（ATL）和TEQUILA\（BTL）